# Antoine Dalla Cieca
Antoine Dalla Cieca, né le 15 novembre 1931 à Champigny-sur-Marne dans le Val-de-Marne, et mort le 17 janvier 2022 à Créteil, est un footballeur et entraîneur français.

## Carrière
Jeune joueur, Dalla Cieca joue à Champigny-sur-Marne et au Perreux avant d'être détecté alors qu'il porte le maillot du CA Montreuil en CFA. De 1953 à 1958, il joue au RC Paris au poste d'« inter » (milieu de terrain offensif).  
Durant cette période, il est convoqué à plusieurs reprises en équipe de France sans rentrer en jeu (1955 : Espagne - France). 
Puis il évolue à l'Olympique lyonnais de 1958 à 1960, où il marque 12 buts (8 en Division 1 et 4 en Coupe de France) et joue un match de Coupe des villes de foires, au FC Rouen jusqu'en 1963, au SCO Angers pendant une saison et enfin au Red Star OA, où il arrête sa carrière professionnelle en 1966 après avoir vu le club remonter en première division et redescendre aussitôt. Il compte au total 306 matchs en première division. 
Il entame alors une carrière d'entraîneur (comme entraîneur-joueur d'abord) au VS Chartres (1966-1969). En 1969 il revient au CA Montreuil, en DH, qui est absorbé en 1972 par le Paris FC. Il en reste l'entraîneur jusqu'en 1978, avec lequel il joue 63 matches en D1 et 145 en D2. De 1978 à 1981, il est enfin l'entraîneur du Red Star, alors que le club a perdu sa section professionnel et doit repartir de la Division d'honneur. Il fait remonter le club en D4 et arrête sa carrière dans le football en 1981.
Antoine Dalla Cieca meurt le 17 janvier 2022, à l'âge de 90 ans.

## Statistiques
| Saison                | Club                  | Championnat           | Championnat | Championnat | Coupe(s) nationale(s) | Coupe(s) nationale(s) | Compétition(s) continentale(s) | Compétition(s) continentale(s) | Compétition(s) continentale(s) | Total | Total |
| Saison                | Club                  | Division              | M.          | B.          | M.                    | B.                    | Comp.                          | M.                             | B.                             | M.    | B.    |
| 1953-1954             | RC Paris              | D2                    | 25          | 6           | 4                     | 1                     | -                              | -                              | -                              | 29    | 7     |
| 1954-1955             | RC Paris              | D1                    | 28          | 4           | 3                     | 3                     | -                              | -                              | -                              | 31    | 7     |
| 1955-1956             | RC Paris              | D1                    | 31          | 9           | 2                     | 1                     | -                              | -                              | -                              | 33    | 10    |
| 1956-1957             | RC Paris              | D1                    | 32          | 4           | 5                     | 2                     | -                              | -                              | -                              | 37    | 6     |
| 1957-1958             | RC Paris              | D1                    | 18          | 0           | 4                     | 0                     | -                              | -                              | -                              | 22    | 0     |
| 1958-1959             | Olympique lyonnais    | D1                    | 28          | 5           | 3                     | 3                     | -                              | 1                              | 0                              | 32    | 8     |
| 1959-1960             | Olympique lyonnais    | D1                    | 29          | 3           | 2                     | 1                     | -                              | -                              | -                              | 31    | 4     |
| 1960-1961             | FC Rouen              | D1                    | 37          | 11          | 1                     | 0                     | -                              | -                              | -                              | 38    | 11    |
| 1961-1962             | FC Rouen              | D1                    | 36          | 11          | 4                     | 1                     | -                              | -                              | -                              | 40    | 12    |
| 1962-1963             | FC Rouen              | D1                    | 30          | 6           | 2                     | 1                     | -                              | -                              | -                              | 32    | 7     |
| 1963-1964             | SCO Angers            | D1                    | 17          | 6           | 5                     | 1                     | -                              | -                              | -                              | 22    | 7     |
| 1964-1965             | Red Star              | D2                    | 25          | 5           | 1                     | 0                     | -                              | -                              | -                              | 26    | 5     |
| 1965-1966             | Red Star              | D1                    | 20          | 4           | 2                     | 0                     | -                              | -                              | -                              | 22    | 4     |
| Total sur la carrière | Total sur la carrière | Total sur la carrière | 356         | 74          | 38                    | 14                    | -                              | 1                              | 0                              | 395   | 88    |